# Žan Mahnič
Žan Mahnič, slovenski politik in obramboslovec, * 12. januar 1990, Kranj.
Je nekdanji državni sekretar za nacionalno varnost v Kabinetu predsednika vlade Republike Slovenije in predsednik Slovenske demokratske mladine. Med letoma 2014 in 2020 je bil poslanec v Državnem zboru Republike Slovenije iz vrst Slovenske demokratske stranke.

## Izobrazba
Maturiral je na Gimnaziji Škofja Loka in se vpisal na študij obramboslovja na Fakulteti za družbene vede v Ljubljani.

## Politika
V Strokovnem svetu SDS je podpredsednik odbora za obrambo. Bil je večkratni občinski svetnik Občine Gorenja vas – Poljane. V državni zbor je bil prvič izvoljen na predčasnih parlamentarnih volitvah leta 2014 in bil v tem mandatu predsednik Odbora za obrambo. V mandatu od leta 2018 je opravljal funkcijo podpredsednika Komisije za nadzor obveščevalnih in varnostnih služb. Bil je državni sekretar za nacionalno varnost v Kabinetu predsednika vlade v letih 2020-2022.
Mahnič je bil večkrat obtožen neprimernih izjav v parlamentu. Novembra 2019 je vrhovni državni tožilec Zvonko Fišer zoper njega vložil ovadbo zaradi izjav, v katerih je pravosodne institucije označil za »mafijo«.

## Zasebno
Leta 2021 se je poročil s strankarsko kolegico Katjo Palčnik, svetnico občinskega sveta Občine Žalec.